# 黄瓜山遗址
黄瓜山遗址是一处位于中国福建省宁德市霞浦县沙江镇小马村的一个新石器时代古遗址，距今约3500—4300多年，是福建新石器时代晚期的代表性贝丘遗址。该遗址在1987年首次被发现，2005年5月11日入选第六批福建省文物保护单位。

## 发掘历史
1987年4月，宁德地区文物普查队在黄瓜山开展野外考察时发现了该遗址。1989年，经国家文物局核准，考察队在1989年12月至翌年4月间对黄瓜山遗址进行了第一次发掘，发现了大量石器、骨器和陶瓷残片，发掘面积达1000平方米；2002年5月，夏威夷大学教授、哈佛大学博士焦天龙和福建省考古队联合对黄瓜山遗址进行了第二次发掘，以探究南岛语族的起源和闽东地区人类文明的渊源。同属沙江镇的厚首村也在2002年发现了新的贝丘遗址，该遗址的出土物与黄瓜山遗址相似。

## 遗址概况

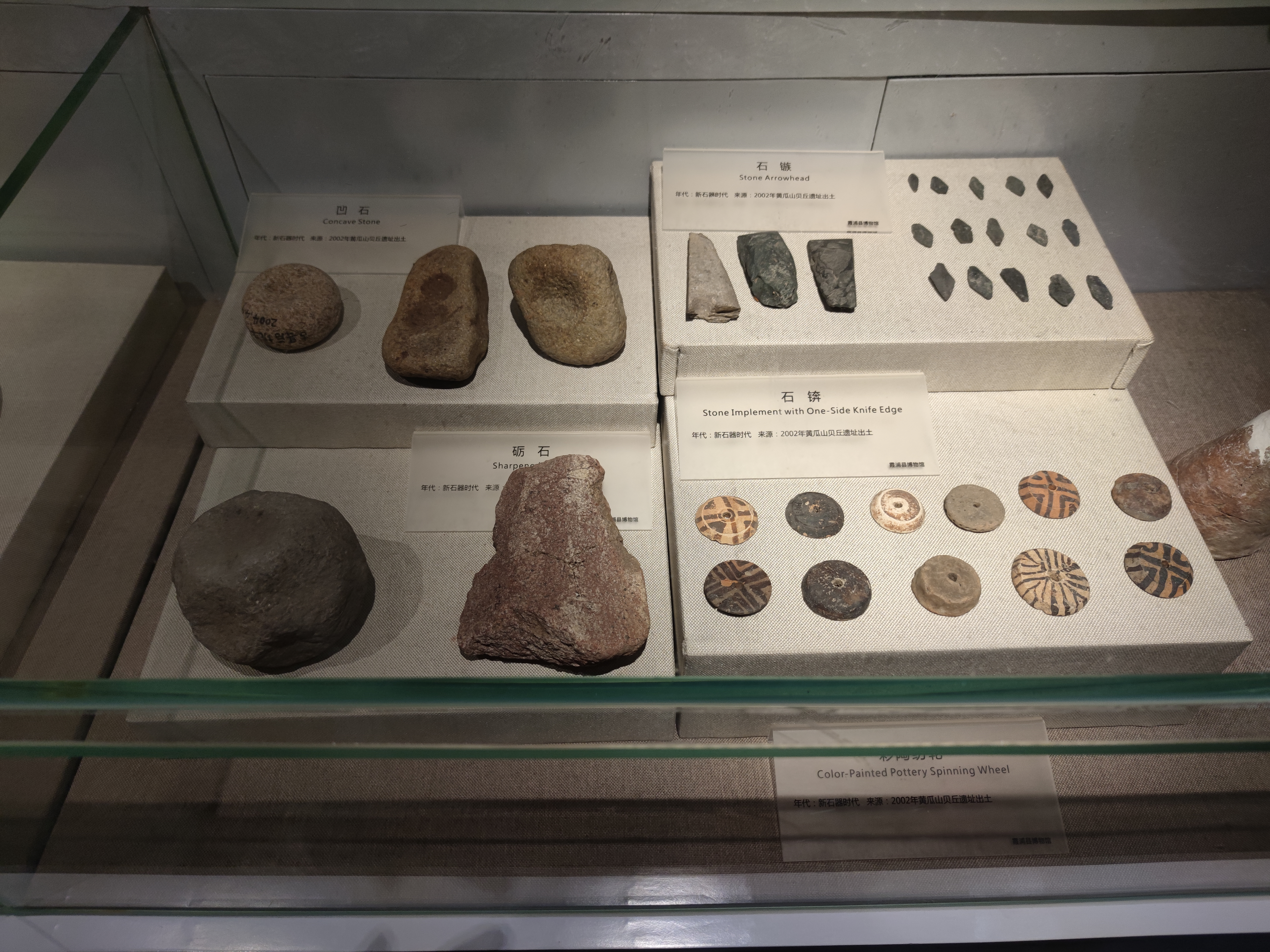
霞浦县博物馆展出的黄瓜山遗址文物

黄瓜山遗址包含新石器时代晚期和青铜时代时期的南岛语族人类历史遗迹，南临东吾洋，北依山丘，发掘遗址每个探访长宽均为5米，深度介于3—5米之间，分1—7个层次的土质，共两道排水沟。这些新石器时代古人的遗物可分为三类：
1. 生产用具，如石质的锛、镞、鑿、戈等，以及砺石、石球、陶质纺轮和网坠等；
2. 生活用具，以陶器为主，有釜、罐、盆、钵、甄形的容器、篓形器、支脚、支垫和泥质陶类的豆、盘、钵、杯、勺等，这些器具的表面一般没有纹路饰样，一部分器具表面有拍印纹、栅篱纹、雲雷紋和条纹等；
3. 其他遗物，以贝壳和兽骨为主，贝壳一般来自牡蠣和泥蚶，兽骨则以鹿和猪居多，亦有少量玉石类装饰品。

在2002年的第二次挖掘时，还挖出了燧石和碳化的谷粒，后者可能处在小麦、大麦等产自西亚的谷物沿海岸线传入中原地区的路线之上。后山顶还发现了大约在西周至春秋时期的墓葬与随葬陶器，距今约3000年。